# カウキャッチャー (鉄道)

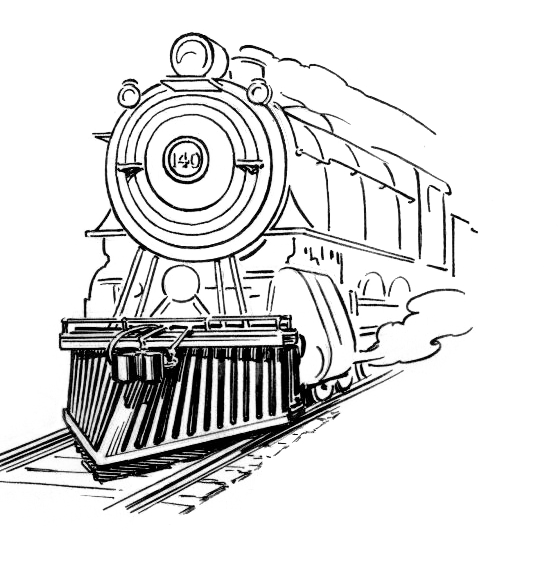
カウキャッチャー

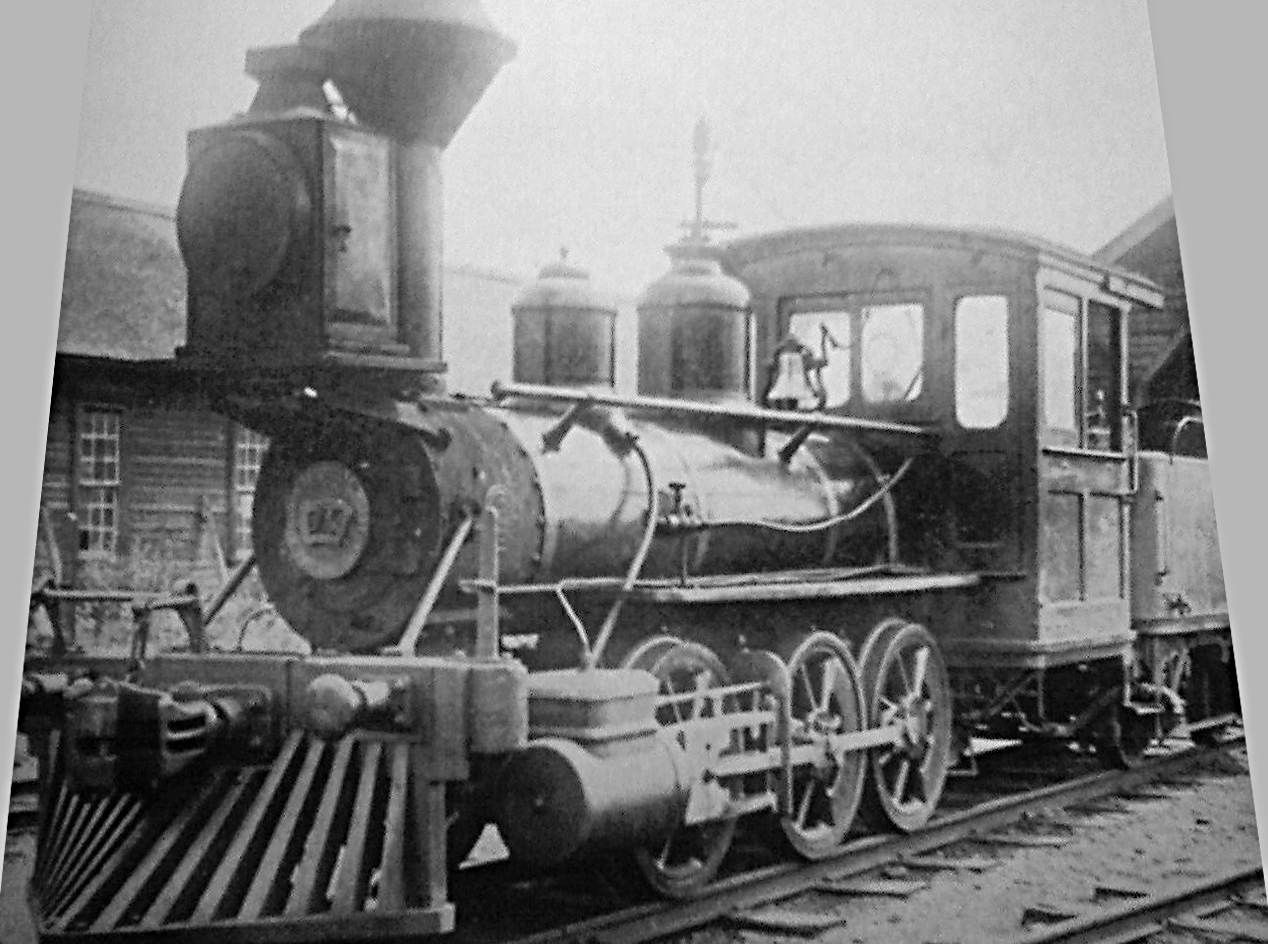
カウキャッチャーを持つ鉄道車両の例：釧路鉄道　進善号

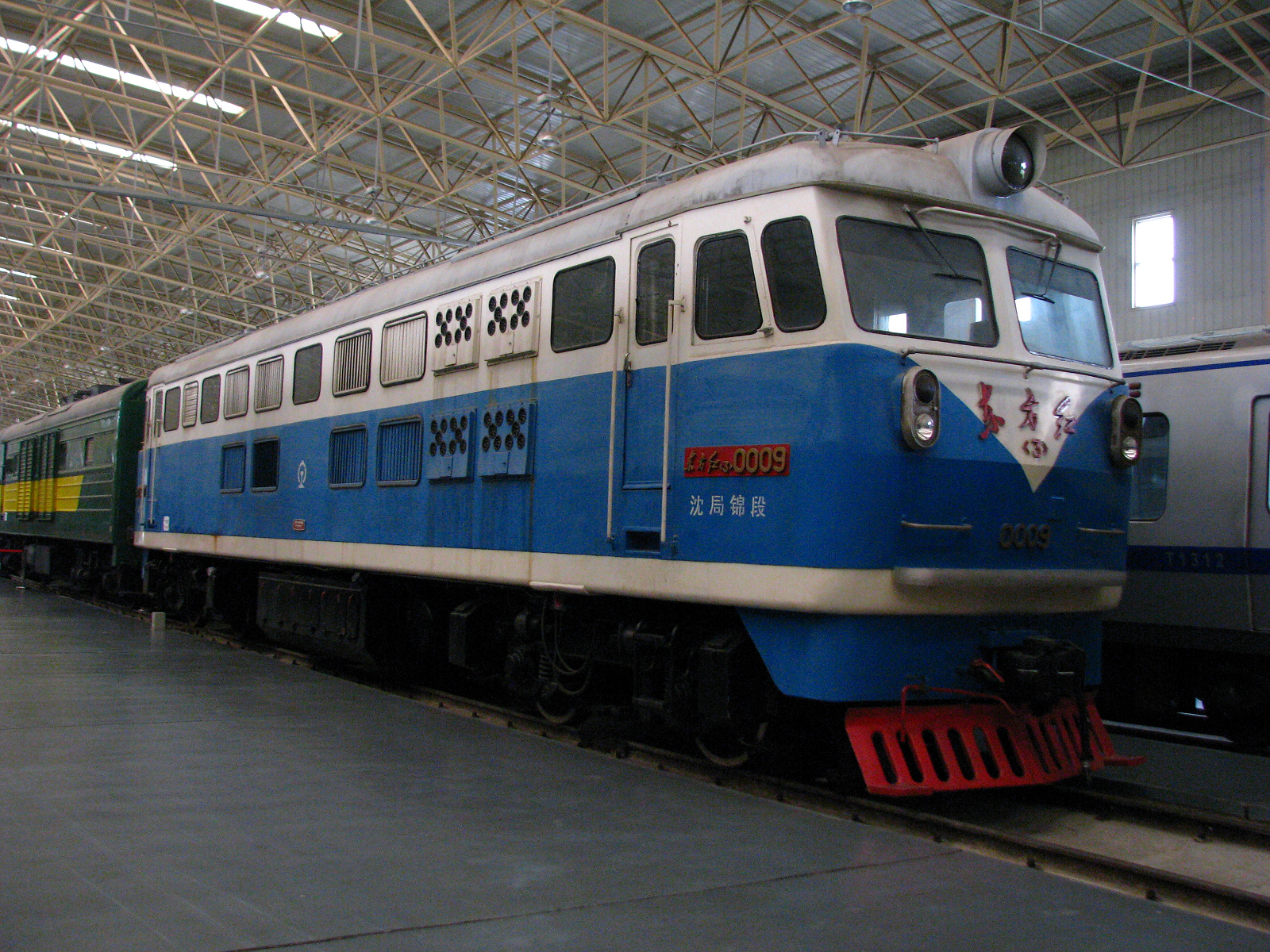
後退形カウキャッチャーを持つ中国国鉄東方紅3型ディーゼル機関車

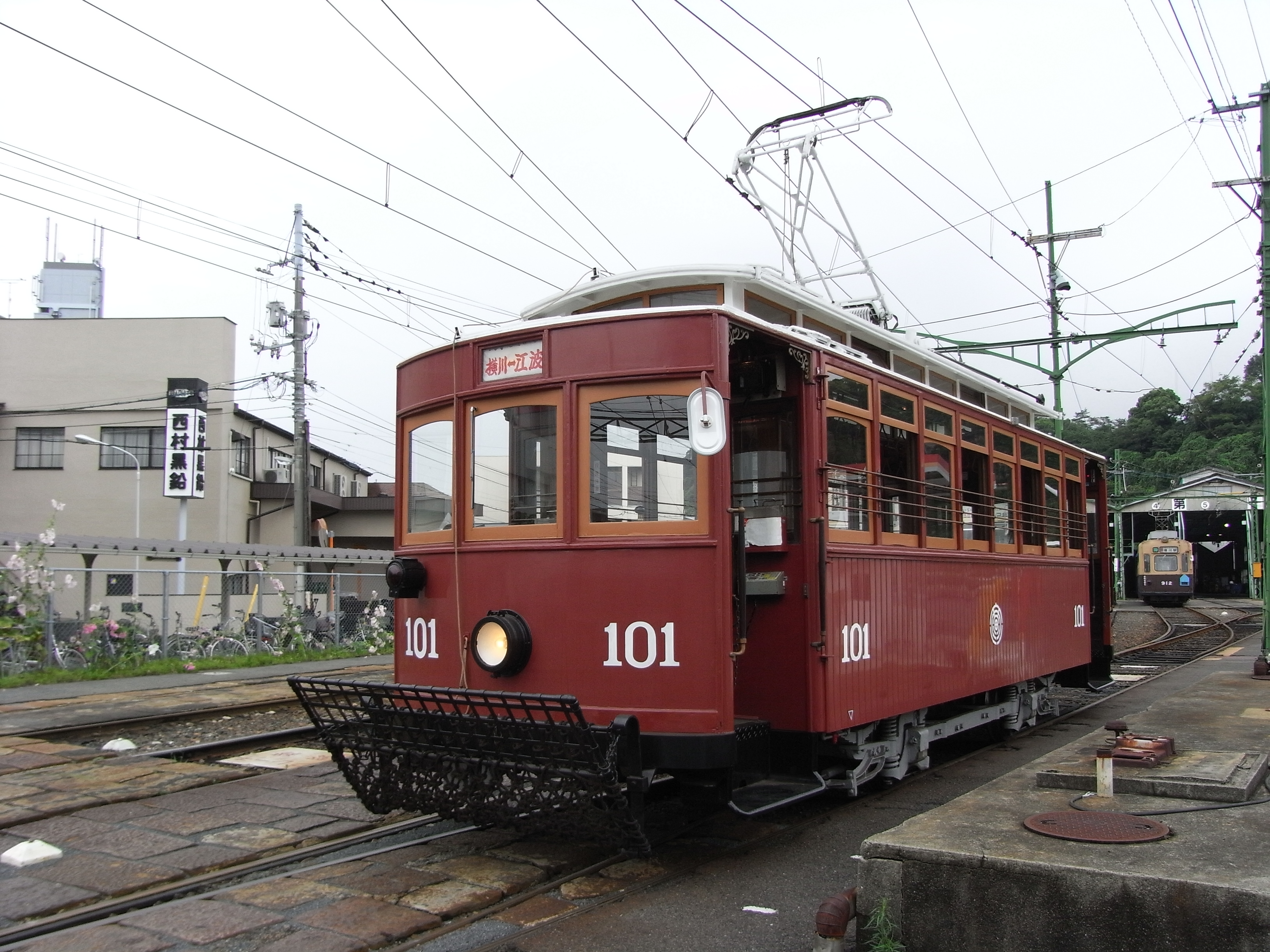
救助網を装備した初期の路面電車(復元)

カウキャッチャー（cowcatcher）とは、鉄道車両の前部に付けられる牛避けの犂（すき）状の部品。排障器の一種。

## 概要
蒸気機関車やディーゼル機関車などの前面下部に付けられることがある、牛などをできるだけ傷つけずに、すくうように受け止めて、左右に跳ね飛ばすための犂またはバンパー状の金属部品である。受け止めるという意味の「キャッチャー」という名が付いているが、実際の用途はむしろ逆である。
もともとは、19世紀のアメリカ西部の蒸気機関車に多く装着されていた。明治時代の北海道開拓で使用された有名な蒸気機関車である義経号や弁慶号も、当時のアメリカの機関車をそのまま輸入したため、これを装着している。
原野を走る区間が長いアメリカ、中国などでは、線路上に大型動物が入り込む事が多く、幹線で運用される大半の蒸気機関車に装着された。日本製の蒸気機関車でも、台湾、満州国、ベトナムなどに輸出されたものには、現地で装着された例がある（例えば、国鉄C12形蒸気機関車など）。
蒸気機関車以外の鉄道車両では、明治時代、大正時代の路面電車が、人身事故がよく起きたため、前面下部に救助網を取り付け、人を傷つけずに受け止めるようにしていた。実際にキャッチするための部品であるが、これはカウキャッチャーとは呼ばれない。その後の鉄道車両では、高速化が進んでカウキャッチャーで傷つけずに跳ばすことは無理となり、だんだん先が後退して短くなり、これに代わって板状のスカートや排障器が使用されるようになったため、現在では実用の鉄道車両にはほとんど用いられていない。